# 政治家族列表
政治家族指因其父母、配偶或兄弟姊妹权势而获得了重要职位的人。其词义近似于“官二代”、“高干子弟”。广义的官二代泛指政府及国家企事部门官员的子女，是中性词；狭义的官二代专指一类凭借上一代在官场或公务领域的关系进行权力腐败（以权谋私）的人，是贬义词。官二代权力腐败的表现有通过行政权力干预法律的正常执行、违法后逃避正常的法律制裁，或是利用父辈的权利以不正当手段就学、就业或成为公务员。

## 例子

### 中華人民共和國
中華人民共和國成立後，在中國大陸，一般特指中国共产党高层官员的子女以及亲属，1970年代一般指林彪儿子林立果及其同党。改革开放以后，该词指高层领导干部的获得政治、商业利益的子女亲戚，特別是指自中华人民共和国建立至1980年代期间之中共元老的子女辈，如
- 现任中共中央总书记、国家主席、中央军委主席习近平（习仲勋之子）
- 原任中共中央政治局委员、中共重庆市委书记薄熙来（薄一波之子）
- 原任中共中央政治局委员、中国社科院院长李铁映（李维汉之子）
- 原任中共中央政治局常委、全国政协主席俞正声（俞启威之子）
- 原任中共中央政治局常委、中纪委书记、国家副主席王岐山（姚依林之女婿）
- 原任中共中央政治局常委、中共中央书记处书记、国家副主席曾庆红（曾山之子）[5]
- 原任全国政协副主席叶选平（叶剑英之子）
- 原任全国政协副主席邓朴方（邓小平之子）
- 原任全国政协副主席陈元（陈云之子）
- 原任交通运输部部长李小鹏（李鹏之子）
- 现任民政部副部长胡海峰（胡锦涛之子）
- 原任全国人大常委会副委员长布赫（乌兰夫之子）
- 原任中信集团董事长王军（王震之子）[6]。
- 原任中国卫星通信集团董事长温云松（温家宝之子）

### 中華民國
20世纪初，该词特指袁世凯的儿子袁克定及其亲信或革命元老的子女，后来特指蒋宋孔陈四大家族内依靠父兄的势力，获取高层政治职务的子女亲属；民國政府遷台后，在台湾特指蔣中正之子蔣經國、蔣緯國及其同僚。
民主進步黨主席蔡英文在兩岸經濟協議ECFA電視辯論中指出有「兩岸太子黨」的存在；一般的解讀是國共兩黨的政商權貴。
蔣介石家族：
- 蔣介石：中華民國總統，自1928年起掌握中華民國政權。
- 宋美齡：第一夫人，訓政時期立法委員。
  - 蔣經國：中華民國總統。
    - 蔣孝文：曾任國民黨桃園縣黨部主委。
    - 蔣孝武：曾是國家安全會議成員，中華民國駐日代表。
    - 蔣孝勇：曾任國民黨中委，在蔣經國晚年時代為處理政務，有「地下總統」之稱。
    - 蔣孝嚴：本跟隨母親姓章，一般被認為是蔣經國與情婦章亞若的私生子，但仍有爭議，曾任立委、國民黨秘書長。
      - 蔣萬安：蔣孝嚴兒子，現任台北市市長，曾任立委。

  - 蔣緯國：蔣介石養子，生父是戴季陶，中華民國陸軍二級上將，曾任國家安全會議秘書長。

李煥家族：
- 李煥：中華民國行政院院長。
  - 李慶華：前立委，因詐騙助理費，目前被政府通緝。[9]
  - 李慶安：前立委，因被揭發擁有美國國籍而被判當選無效。

連橫家族：
- 連震東：曾任內政部長、台北縣縣長、國大代表等，父親是台灣著名作家、史學家連橫。
  - 連戰：曾任中華民國副總統兼行政院長，曾代國民黨參選總統。
    - 連勝文：國民黨副主席，曾參選台北市市長但失敗。

  - 黃大洲：前台北市長，是連橫長女連夏甸和企業家、銀行家林伯奏的女婿。

高雄余家班：
- 余登發：曾任高雄縣縣長、國大代表，台灣黨外運動代表人物。
  - 黃友仁：余登發女婿，曾任高雄縣縣長。
  - 黃余綉鸞：曾任增額立委。
  - 余陳月瑛：余登發媳婦，曾任高雄縣縣長、台灣省議員等。
    - 余玲雅：曾任3屆台灣省議員、2屆立法委員。
    - 余政憲：曾任2次立法委員、高雄縣縣長、內政部部長。
    - 鄭貴蓮：余政憲老婆，曾任1屆國民大會代表、1屆立法委員。
    - 余政道：曾任1屆臺灣省議員、4屆立法委員。

嘉義許家班：
- 許世賢：曾任台灣省議員，嘉義市市長。
  - 張文英：曾任嘉義市市長。
  - 張博雅：曾任嘉義市市長、監察院院長。

雲林張派：
- 張榮味：曾任雲林縣縣長、雲林縣議長。
  - 張嘉郡：現任立委，曾任國民黨中常委。
  - 張鎔麒：曾參選立委但落敗。
- 張麗善：現任雲林縣長，曾任立法委員。
- 張永成：張麗善老公，現任中華民國農會總幹事。

顏清標家族：
- 顏清標：曾任立委。
  - 顏寬恒：現任立委。
  - 顏莉敏：現任台中市議員、副議長。

蘇東啟家族：
- 蘇東啟：曾任雲林縣議員。
- 蘇洪月嬌：曾任台灣省議員。
  - 蘇治洋：曾任台灣省議員、國大代表。
  - 蘇治芬：曾任立委，雲林縣前縣長。

陳水扁家族：
- 陳水扁：中華民國總統、曾任台北市市長。
- 吳淑珍：第一夫人，曾任增額立委。
  - 陳致中：曾任高雄市議員。

高育仁家族：
- 高育仁：曾任立委、台灣省議會議長、台南縣縣長。
  - 高思博：曾任立委、參選台南市市長但落敗。
  - 朱立倫：高育仁女婿，現任國民黨主席，曾任新北市市長，曾代表國民黨參選總統。

吳伯雄家族：
- 吳鴻森：日治台灣時期任官派新竹州參議會參議員，後來任臺灣省參議會第一屆參議員。
- 吳鴻麒：台灣律師、法官，二二八事件受難者。
- 吳鴻麟：歷任桃園縣議員、議長、縣長，吳鴻森弟弟。
  - 吳伯雄：曾任國民黨主席。
    - 吳志揚：曾任桃園縣縣長、立委。
    - 吳志剛：現任台北市議員。

蘇嘉全家族：
- 蘇嘉富：曾任立委。
- 蘇嘉全：曾任立法院院長，總統府秘書長。
  - 蘇震清：蘇嘉全姪子，前立委。
    - 蘇孟淳：曾參與立委選舉。
    - 蘇孟婕：現任屏東縣議員。

黃尊秋家族：
- 黃尊秋：前監察院院長。
  - 黃昭順：曾任立委，黃尊秋女兒。
    - 陳菁徽：現任不分區立委，黃昭順女兒。

黃信介家族：
- 黃宗河：黃信介祖父，台灣清治時期官員，獲追贈從三品遊擊。
  - 連溫卿：台灣日治時期社會運動人物，黃信介舅舅。
    - 黃信介：曾任立法院立委，民進黨前主席。
    - 黃天福：黃信介弟弟，
    - 藍美津：黃天福妻子，曾任立委、台北市議員。
      - 黃向羣：黃天福兒子，曾任台北市議員，北農董事長。

    - 藍世聰：藍美津弟弟，曾任台北市議員、台北市政府民政局局長。

其他例子：
- 孫中山：中華民國臨時大總統，後人稱為「國父」，兒子孫科曾任國民政府副主席、行政院院長、立法院院長、考試院院長。
- 陳誠：曾任中華民國副總統、行政院長，兒子陳履安則曾任監察院長、國防部長，曾參與第一次中華民國總統直選。
- 羅福助：台灣黑幫人物，天道盟首任盟主，曾任立委，2012年開始潛逃中國；兒子羅明才是現任立委。
- 周書府：曾任立委，之前在綠島負責看守政治犯，有將犯人虐待致死的記錄，兒子周錫瑋是末代台北縣縣長。
- 郝柏村：曾任中華民國參謀總長、行政院長，兒子郝龍斌後來成為台北市市長。
- 蘇貞昌：曾任行政院院長、民進黨主席，女兒蘇巧慧是現任立委。

### 美国
在美国，近代亦出现了若干个政治家族，如来自布什家族的乔治·H·W·布什、乔治·W·布什、肯尼迪家族的罗伯特·肯尼迪、约翰·肯尼迪，来自罗斯福家族的西奥多·罗斯福、富兰克林·罗斯福，来自唐纳德·特朗普家族的伊万卡·特朗普、贾里德·库什纳，理查德·切尼家族的伊丽莎白·切尼，柯林·鲍威尔家族的麦克林·鲍威尔。

### 香港
香港政界的發展比起其他地方為遲，早期本地的政治人物多數身兼商人身份，至今兩種身份重疊的家族仍然不在少數。另外，新界原居民亦多出現政治家族的例子。
政治家族例子：
- 凱瑟克家族：怡和洋行的大股東。由於怡和在英治時期的香港地位舉足輕重，家族內多人都曾被殖民地政府委任做立法局和行政局議員。
- 李佩材家族：香港華人家族，自1940年代起，家族內多人在政府任職，時期橫跨英治、特區，甚至日治時期。
- 何添、何賢家族：家族以銀行業起家，後人活躍於港澳兩地政商界，代表人物有澳門第一任特首何厚鏵；香港則有何添女婿朱幼麟和何厚鏵姪子何敬康。
- 何東家族：香港歐亞混血家族，奠基人何東被稱為「香港大老」，家族中有多人參政、當官，例如：何福、何鴻燊、何鴻鑾。

- 葉國謙、葉國忠兄弟：兩人均曾任區議會議員，葉國謙另外更是前立法會議員。兩人的兒子葉亦楠、葉傲冬分別是中西區和油尖旺區議會議員。
- 曾鈺成、曾德成兄弟：曾鈺成曾任立法會主席；曾德成曾任民政事務局局長。
- 陳鑑林：前區議會、立法會議員，兒子陳俊傑亦曾在父親參選過的坪石選區成為區議員。
- 陳志光：工聯會領袖，前中國全國政協。女兒陳穎欣曾任區議員，現時為立法會議員。
- 梁偉文：前葵青區議員，兒子梁崗銘曾多次參選區議會均落敗，女兒梁嘉銘均曾多次落敗，直到2019年接棒父親在盛康的地盤，才正式成為區議員；梁嘉銘的老公是荃灣區議員黃偉傑。
- 戴權：人稱「元朗教父」，曾任十八鄉鄉事委員會主席多年。姪子戴展華曾任立法局議員，1991年被揭發用假文件獲得律師資格而被判監，兒子戴耀華則曾任元朗區議員。
- 劉皇發：前鄉議局主席，曾任立法會議員多年。兒子劉業強接任由父親擔任多年的鄉議局主席一職，女婿余漢坤是離島區議員，妹夫薛浩然亦曾任立法局議員。
- 霍英東：香港商人，曾任中國全國政協副主席，兒子霍震霆曾任立法會議員多年；另一個兒子霍震寰則擔任港區人大多年；霍震霆兒子霍啟剛在2021年開始成為立法會議員。
- 梁福元：前十八鄉鄉事委員會主席、前元朗區議員，兒子梁明堅亦是元朗區議員。
- 羅舜泉：電影導演、前大埔區議員，在因為詐騙議員助理津貼被判監後，兒子羅曉楓接手父親的地盤，當選大埔新富選區區議員。
- 「荃灣楊家將」：楊福廣、葉楊福蘭、楊福琪。三兄妹札根荃灣，在1988-1994年間，創下三兄妹同時成為區議員的記錄。
- 李永達、陳樹英夫婦：李永達是前立法會議員和葵青區議員；老婆陳樹英則是前屯門區議員。
- 陳雲生、龍瑞卿夫婦：兩人均為前屯門區議員。
- 姚嘉俊、陳敏娟夫婦：兩人均為沙田區議員。
- 劉帶生：前沙田區議員，兒子劉偉倫亦曾是沙田區議員。

### 日本
日本政坛世襲風氣蔚然成風。在日本，坊間稱父母親曾擔任議員，其子女後來贏得議席的世襲議員為「二世議員」。如近年当过总理大臣（首相）的安倍晋三、福田康夫、麻生太郎以及鸠山由纪夫在内的很多政治人物都有着在政商界的家族亲缘关系，政治联姻是日本政坛的普遍现象，尤以安倍晋三的例子最为显赫，其外祖父岸信介及其叔公佐藤荣作也担任过日本首相。
鳩山家族：
- 鳩山和夫：前日本眾議院議長。
  - 鸠山一郎，日本第52、53、54任内阁总理大臣。其父亲为原日本众议院议长鸠山和夫，岳父是貴族院議員寺田榮。
    - 鸠山威一郎，原日本参议院议员，日本外务大臣。其父亲为日本第52、53、54任内阁总理大臣鸠山一郎。
      - 鸠山由纪夫，日本第93任内阁总理大臣。其祖父为日本第52、53、54任内阁总理大臣鸠山一郎。
        - 鳩山紀一郎，日本眾議院議員。

      - 鸠山邦夫，原日本众议院议员，日本总务大臣。其祖父为日本第52、53、54任内阁总理大臣鸠山一郎，其兄长为日本第93任内阁总理大臣鸠山由纪夫。
        - 鳩山太郎，前東京都議會議員。
        - 鳩山二郎，現任日本眾議院議員。

  - 鳩山秀夫：前日本眾議院議員。

中曾根家族：
- 中曾根康弘：日本第71、72、73任内阁总理大臣。
  - 中曾根弘文，日本参议院议员，原日本外务大臣。其父亲为日本第71、72、73任内阁总理大臣中曾根康弘。
    - 中曾根康隆，日本众议院议员。其祖父为日本第71、72、73任内阁总理大臣中曾根康弘。

岸田家族：
- 岸田正記：前日本眾議院議員，女婿宮澤弘亦是政治世家出身，曾任法務大臣。
  - 岸田文武：前日本眾議院議員。
    - 岸田文雄，日本第100、101任内阁总理大臣。其祖父为原日本众议院议员、海军政务次官岸田正记。

羽田家族：
- 羽田武嗣郎：前日本眾議院議員。
  - 羽田孜：日本第80任内阁总理大臣。其父亲为原日本众议院议员羽田武嗣郎。
    - 羽田雄一郎：日本參議院議員，曾任國土交通大臣。
    - 羽田次郎：日本參議院議員。
    - 神津健：日本眾議院議員，父親神津進是羽田孜親弟弟，後來過繼給母親的叔叔神津俶祐。

河野家族：
- 河野一郎：日本眾議院議員，曾任日本副總理。
  - 河野洋平：原日本自民党总裁，日本副总理，日本众议院议长。其父亲为原日本副总理河野一郎。
    - 河野太郎：日本眾議院議員，曾任防衛大臣、外務大臣。

石原家族：
- 石原慎太郎：日本眾議院議員、東京都知事。
  - 石原伸晃，原日本众议院议员，日本内阁府特命担当大臣。其父亲为原日本众议院议员、东京都知事石原慎太郎。
  - 石原宏高：日本眾議院議員。

山花家族：
- 山花秀雄：前日本眾議院議員、參議院議員。
  - 山花貞夫：前日本眾議院議員、前社會黨委員長。
    - 山花郁夫：日本眾議院議員。

福田家族：
- 福田赳夫：日本第67任内阁总理大臣。
  - 福田康夫，日本第91任内阁总理大臣。其父亲为日本第67任内阁总理大臣福田赳夫。
    - 福田達夫，日本眾議院議員。其父亲为日本第91任内阁总理大臣福田康夫。

  - 越智通雄：前日本眾議院議員，福田赳夫女婿。
    - 越智隆雄，眾議院議員。
- 福田宏一，原日本参议院议员，参议院农林水产委员长。其兄长为日本第67任内阁总理大臣福田赳夫。

櫻內家族：
- 櫻内幸雄：前眾議院議員，曾任大藏大臣、農林大臣。
  - 櫻內義雄：曾任參、眾兩院議員，亦曾擔任外務大臣、眾議院議長。
    - 太田誠一：前眾議院議員，曾任農林水産大臣，幸雄三女的兒子。
      - 櫻內文城：曾任參、眾兩院議員，櫻內義雄的入贅孫女婿，本姓谷岡。

  - 龜井光：曾任參議院議員、福岡縣知事，太田誠一岳父。
- 櫻內辰郎：曾任參、眾兩院議員。

值得一提的是，幸雄的二女淑子嫁給商人嶺駒夫，兩人的女兒貴代子日後成為了福田康夫的妻子。
田中家族：
- 田中角榮：日本第64、65任內閣總理大臣。
  - 田中真纪子，原日本众议院议员，日本文部科学大臣，日本外务大臣。其父亲为日本第64、65任内阁总理大臣田中角荣。
- 鈴木直人：前日本眾議院、參議院議員，熊本縣知事。
  - 田中直紀：前日本參議院議員、眾議院議員，前防衛大臣，田中角榮的入贅女婿，本姓鈴木。

小泉家族：
- 小泉又次郎：前眾議院副議長、貴族院議員，曾任遞信大臣、橫須賀市長。
  - 小泉純也：前眾議院議員，曾任防衛廳長官，小泉又次郎的入贅女婿，本姓鮫島。
    - 小泉纯一郎，日本第87、88、89任内阁总理大臣。其父亲为原日本众议院议员、日本防卫厅长官小泉纯也。
      - 小泉進次郎，日本眾議院議員。其父亲为日本第87、88、89任内阁总理大臣小泉纯一郎。

小淵家族：
- 小淵光平：前眾議院議員。
  - 小淵惠三：日本第84任內閣總理大臣。
    - 小淵優子，日本众议院议员，原日本经济产业大臣。其父亲为日本第84任内阁总理大臣小渊惠三。

安倍、岸、佐藤家族：
- 安倍彪助：第一代山口縣議員。
  - 安倍寬：前眾議院議員。
    - 安倍晋太郎，原日本众议院议员，日本外务大臣。其父亲为原日本众议院议员安倍宽，其岳父为日本第56、57任内阁总理大臣岸信介。
      - 安倍晋三，日本第90、96、97、98任内阁总理大臣。其父亲为原日本外务大臣安倍晋太郎，其外祖父为日本第56、57任内阁总理大臣岸信介。
      - 岸信夫，日本众议院议员，原日本防卫大臣。其父亲为原日本外务大臣安倍晋太郎，其外祖父为日本第56、57任内阁总理大臣岸信介。
        - 岸信千世：日本眾議院議員。

  - 岸信介：日本第56、57任內閣總理大臣，女兒嫁給安倍晉太郎。
  - 佐藤榮作：日本第61、62、63任内阁总理大臣。其兄长为日本第56、57任内阁总理大臣岸信介。
    - 佐藤信二：前眾議院議員，曾任運輸大臣。
      - 阿達雅志：參議院議員，佐藤信二女婿。

森、三木家族：
- 森矗昶：前日本眾議院議員。
  - 森曉：前日本眾議院議員。
  - 森清：前日本眾議院議員。
  - 森美秀：前日本眾議院議員。
    - 森英介：日本眾議院議員。

  - 三木武夫，日本第66任内阁总理大臣。其岳父为原日本众议院议员森矗昶。
    - 高橋紀世子：前參議院議員，三木武夫女兒。

平沼家族：
- 平沼騏一郎：日本第35任内阁总理大臣。
  - 平沼赳夫，原日本众议院议员，日本经济产业大臣。其养父为日本第35任内阁总理大臣平沼骐一郎，平沼赳夫本身是騏一郎的曾姪孫。妻子真佐子是末代幕府將軍德川慶喜的曾孫女。
    - 平沼正二郎：日本眾議院議員。

橋本家族：
- 橋本龍五：前日本眾議院議員，曾任文部大臣、厚生大臣。
  - 桥本龙太郎，日本第82、83任内阁总理大臣。其父亲为原日本众议院议员、日本文部大臣桥本龙伍。
    - 桥本岳，日本众议院议员。其父亲为日本第82、83任内阁总理大臣桥本龙太郎。

大久保、牧野、吉田、麻生家族：
- 大久保利通：明治維新功臣。
  - 大久保利和：貴族院議員。
  - 大久保利武：貴族院議員。
  - 伊集院彦吉：曾任外務大臣，大久保利通女婿。
  - 牧野伸顯：貴族院議員，生父是大久保利通，過繼給牧野家。
    - 吉田茂，日本第45、48、49、50、51任内阁总理大臣。其岳父为原日本外务大臣、农商务大臣、文部大臣牧野伸顯。

  - 麻生太吉：前眾議院、貴族院議員，麻生太賀吉祖父。
    -       - 麻生太賀吉：前日本眾議院議員，吉田茂女婿。
        - 麻生太郎：日本第92任内阁总理大臣。其外祖父为日本第45、48、49、50、51任内阁总理大臣吉田茂，岳父为日本第70任内阁总理大臣铃木善幸。

鈴木家族：
- 鈴木善幸：日本第70任内阁总理大臣，麻生太郎岳父。
  - 铃木俊一，日本众议院议员，日本财务大臣。其父亲为日本第70任内阁总理大臣铃木善幸。

小川、宮澤家族：
- 小川平吉：前眾議院議員，曾任鐵道大臣、司法大臣、國勢院總裁。
  - 小川一平：前眾議院議員。
    - 小川元：前眾議院議員。

  - 小川平二：前眾議院議員，曾任勞動大臣、文部大臣。
  - 小川平四郎：日本外交家，曾任日本駐華大使、駐丹麥大使。
  - 宮澤裕：前眾議院議員，小川平吉女婿。
    - 宮澤喜一，日本第78任内阁总理大臣。其父亲为原日本众议院议员宫泽裕。
    - 宮澤弘：前參議院議員，法務大臣，廣島縣知事，老婆是同縣議員岸田文武的妹妹玲子。
      - 宮澤洋一：參議院議員，前眾議院議員，曾任經濟產業大臣。

中川家族：
- 中川一郎：前眾議院議員，曾任農林水產大臣。
  - 中川昭一：前眾議院議員，曾任農林水產大臣、財務大臣。
  - 中川郁子：眾議院議員，中川昭一老婆。
- 中川義雄：前參議院議員，前北海道議會議長。

中島家族：
- 中島知久平：前眾議院議員，中島飛機創辦人。
  - 中島源太郎：前眾議院議員，文部大臣。
    - 中島洋次郎：前眾議院議員。

町村家族：
- 町村金五：前眾議院議員，北海道知事。
  - 町村信孝：前眾議院議長。
    - 和田義明：眾議院議員，町村信孝女婿。
- 町村敬貴：前貴族院、參議院議員。

廣澤、池田家族：
- 廣澤真臣：維新十傑之一。
  - 廣澤金次郎：貴族院議員。
    - 池田勇人，日本第58、59、60任内阁总理大臣。首任妻子是廣澤金次郎的女兒直子，但直子早逝，後來再續弦。
      - 池田行彥：前眾議院議員，外務大臣，池田勇人的入贅女婿，本姓粟根。
        - 寺田稔：眾議院議員，池田行彥的姪女婿。

中山家族：
- 中山福藏：曾任參、眾兩院議員，中山雅老公。
- 中山雅：前眾議院議員，曾任厚生大臣，美日混血兒，是日本第一個入閣的女性議員。
  - 中山太郎：曾任參、眾兩院議員，前外務大臣。
  - 中山正晖：前眾議院議員，曾任建設大臣、郵政大臣。
    - 中山泰秀：前眾議院議員。

渡邊家族：
- 渡边美智雄：前眾議院議員，曾任副首相、外務大臣、大藏大臣等內閣職位。
  - 渡邊喜美：曾任參、眾兩院議員。
    - 渡邊美知太郎：曾任參議院議員，渡邊喜美侄子，現時是栃木縣的那須鹽原市長，老婆幸子是栃木縣議員；弟弟美智隆是新宿區議員。

園田家族：
- 園田直：前眾議院議員，曾任外務大臣。
- 園田天光光：前眾議院議員，日本第一批女性議員，本姓松谷，園田直第三任妻子。
  - 園田博之：前眾議院議員。

逢澤家族：
- 逢澤寬：眾議院議員。
  - 逢澤英雄：眾議院議員。
    - 逢澤一郎：眾議院議員。

元田、船田家族：
- 元田肇：前眾議院議長，是杵築藩儒學家、法學家元田直的入贅女婿，本姓豬俁。
  - 元田敏夫：前香川縣知事。
  - 小畑敏四郎：日本陸軍中將，曾任國務大臣，元田肇女婿。
  - 田中廣太郎：曾任大阪府、靜岡縣、愛知縣、長崎縣知事，元田肇女婿。
  - 船田中：前眾議院議長，「船田三兄弟」之一，元田肇女婿。
    - 船田讓：前參議院議員、栃木縣知事。
      - 船田元：眾議院議員。
      - 畑惠：前參議院議員，船田元老婆。

  - 船田享二：前眾議院議員，「船田三兄弟」之一。
  - 藤枝泉介：前參議院議員，「船田三兄弟」之一，本姓船田，年少時被藤枝家收養。

高村家族：
- 高村坂彦：前眾議院議員、德山市長。
  - 高村正彥：前眾議院議員、曾任外務大臣、防衛大臣、自民黨副總裁等職。
    - 高村正大：現任眾議院議員。

其他：
- 竹下登：日本第74任內閣總理大臣，竹下登死後，同父異母的弟弟竹下亘繼承了哥哥的地盤。
- 宇野宗佑：日本第75任內閣總理大臣，入贅女婿宇野治後來亦曾成為眾議員。
- 芦田均，日本第47任内阁总理大臣。其父亲为原日本众议院议员芦田鹿之助。
- 细川护熙，日本第79任内阁总理大臣。其外祖父为日本第34、38、39任内阁总理大臣近卫文麿。
- 谷垣禎一，日本眾議院議員，原日本自民党总裁。其父亲为原日本文部大臣谷垣专一。
- 小泽一郎，日本众议院议员，原日本民主党代表。其父亲为原日本众议院议员，日本行政管理厅长官，日本北海道开发厅长官小泽佐重喜。
- 犬养健，原日本众议院议员，日本法务大臣。其父亲为日本第29任内阁总理大臣犬养毅。
- 森田一，原日本众议院议员，北海道开发厅长官。其岳父为日本第68、69任内阁总理大臣大平正芳。
- 石破茂：日本第102任內閣總理大臣，父親石破二朗曾是鳥取縣知事和參議員。

### 
- 朴槿惠，大韩民国第18任总统。其父亲为大韩民国第5、6、7、8、9任总统朴正熙，舅舅陸寅修也是韓國國會議員。
- 金弘一、金弘業、金弘傑，均為韓國國會議員，父親為大韩民国前总统金大中。
- 柳一鎬，前韓國企划财政部長、國會議員，父親為第五共和國初期的在野黨民主韓國黨黨首柳致松。
- 趙尹衡、趙舜衡，均為韓國國會議員，父親為趙炳玉。
- 鄭皓駿，韓國國會議員，祖父鄭一亨、父親鄭大哲也均為韓國國會議員。
- 南景弼，韓國國會議員，前京畿道知事，父親南平祐也是韓國國會議員。
- 劉承旼，韓國國會議員，父親劉守鎬也是韓國國會議員。
- 鄭鎮碩，韓國國會議員，父親鄭石謨是韓國國會議員，原江原道知事、忠清南道知事。
- 鄭宇澤，韓國國會議員，父親鄭雲甲也是韓國國會議員。
- 鄭夢準，韓國國會議員，父親鄭周永也是韓國國會議員。
- 金乙東，韓國國會議員，父親金斗漢也是韓國國會議員。

### 菲律賓
菲律賓家族政治盛行，公職雖有任期限制，但家族成員會輪流出任，情況有如「旋轉門」，確保家族可以長期在自己的地盤執政：
- 贝尼格诺·阿基诺三世，菲律宾第15任总统。其母亲为菲律宾第11任总统科拉松·阿基诺。
- 小费迪南德·马科斯，菲律宾第17任总统。其父亲为菲律宾第10任总统费迪南德·马科斯。

杜特地家族：
- 羅德里哥·杜特地：菲律賓第16任總統，達沃市前市長。
  - 萨拉·杜特地，菲律宾第17任副总统。其父亲为菲律宾第16任总统罗德里戈·杜特尔特。
  - 保罗·杜特地：現任菲律賓眾議院議員。
  - 沙巴斯蒂安·杜特地：現任達沃市代理市長。

### 希腊
- 米佐塔基斯家族：基里亞科斯·米佐塔基斯是現任希臘總理，父親康斯坦蒂诺斯·米佐塔基斯則在1990-1993年間出任希臘總理，而希臘王國首相埃莱夫塞里奥斯·韦尼泽洛斯就是康斯坦蒂諾斯的舅父，他7次任相，一共執政12年。
- 帕潘德里歐家族：家族創始人佐治奥斯·帕潘德里欧是三任首相，兒子安德烈亞斯和孫子佐治都曾經擔任希臘總理。

### 泰國
他信家族：
- 洛特（Loet Shinawatra）：他信父親，曾經是國會議員。
  - 他信：泰國前總理、商人，目前仍是泰國政壇舉足輕重的人物。
    - 貝東丹：現任泰國總理，他信女兒。

  - 英祿：泰國前總理，他信妹妹。
  - 頌猜：泰國前總理，他信妹夫。
    - 清尼猜（Chinnicha Wongsawat）：前國會議員，頌猜女兒。

### 馬來西亞
阿都拉薩家族：
- 阿都拉薩：馬來西亞第2任首相。
  - 納吉·阿都拉薩：馬來西亞第6任首相。
    - 莫哈末尼扎·莫哈末纳吉：納吉長子，現任彭亨州議員。

翁惹化家族：
- 惹化·莫哈末：首任柔佛州務大臣。
  - 慕斯達化·惹化：惹化·莫哈末長子，第4任柔佛州務大臣。
  - 阿都拉·惹化：惹化·莫哈末次子，第3任柔佛州務大臣。
  - 翁惹化：巫統創辦人之一，惹化·莫哈末兒子，第7任柔佛州務大臣。
    - 胡先翁：馬來西亞第3任首相。
      - 希山慕丁·胡先：現任馬來西亞國會議員，曾任馬來西亞國防、外交、內政等部長職務。
        - 翁哈菲兹：現任柔佛州務大臣。

奧瑪家族：
- 莫哈末·諾亞·奧瑪：巫統創辦人之一，馬來西亞下議院首任議長。
  - 拉哈诺亚：曾任第一夫人（阿都拉薩妻子），納吉母親。
  - 蘇海拉·諾亞：曾任第一夫人（胡先翁妻子）。

馬哈迪家族：
- 馬哈迪：馬來西亞第4、7任首相。
  - 玛丽娜：馬哈迪女兒，馬來西亞社會運動家。
  - 莫扎尼：馬哈迪兒子，曾是巫統青年團領袖，後來棄政從商。
  - 慕克里：馬哈迪兒子，曾任吉打州務大臣。

卡巴星家族：
- 卡巴星：馬來西亞前國會議員，著名律師。
  - 佳日星：現任檳城州議員。
  - 哥賓星：現任馬來西亞國會議員，行動黨主席。
  - 藍卡巴星：現任馬來西亞國會議員。

林吉祥家族：
- 林吉祥：馬來西亞前國會議員，曾任反對黨領袖多年。
  - 林冠英：現任馬來西亞國會議員，現任財政部長。
  - 林慧英：現任馬來西亞國會議員。

### 其他
在世界其他国家和地区，例如、以色列、新加坡、印度等，政治家族也普遍存在。如朝鲜劳动党委员长金正恩、他已故父亲金正日、新加坡总理李显龙等，就是凭借父荫获得政治资本的典型人物，而印度的尼赫鲁-甘地家族则长期把持着印度国大党。
还有伊拉克薩達姆·海珊、利比亞、班阿里、埃及穆巴拉克、敘利亞阿薩德父子、薩利赫等獨裁領袖，皆以「家天下」的世襲體系，讓子女掌控國家權力核心，因而引起濫權、貪污等不當行徑。